# August Mülberger
August Daniel Friedrich Mülberger (* 1. August 1822 in Speyer; † 30. November 1905 in Berlin) war ein hessischer Tuchfabrikant und Politiker (NLP) und Abgeordneter der 2. Kammer der Landstände des Großherzogtums Hessen.
August Mülberger war der Sohn des Tuchfabrikanten Ludwig Wilhelm Mülberger und dessen Ehefrau Maria Johann Luisa geborene Kohler. Mülberger, der evangelischen Glaubens war, war Tuchfabrikant in Erbach und heiratete Henriette geborene Weltz (1830–1882).
Von 1890 bis 1896 gehörte er der Zweiten Kammer der Landstände an. Er wurde für den Wahlbezirk Starkenburg 2/Michelstadt gewählt. Daneben war er Mitglied des Gemeinderates Erbach, des Provinzialausschusses und der Kreisschulkommission Erbach.